# Август (титул)

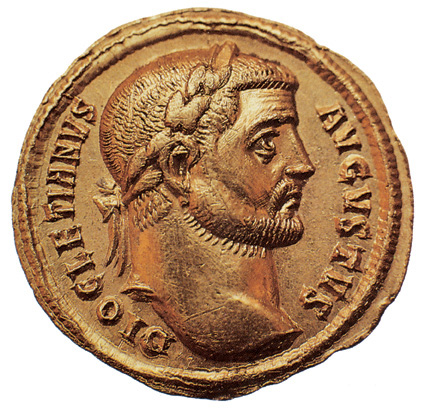
Римська монета на якій зображено імператора Діоклетіана з титулом Август з правої сторони.

А́вгуст (лат. augustus) — «священний, великий») — титул  римських імператорів. Для імператриць застосовувався титул «Августа».
Вперше термін «Август» був використаний як почесна частина когномена імператора Августа. Потім формальний титул Августа носили наступні римські імператори аж до імператора Діоклетіана. При Діоклетіані титул «Август» став більш формальним, позначаючи одноосібного правителя імперії, в руках якого була зосереджена вся повнота влади, на відміну від цезарів — молодших співправителів з обмеженими повноваженнями.